# Voz de los Pueblos
La Voz de los Pueblos (en inglés: Peoples Voice; en mandarín: 人民之声; pinyín: Rénmín zhī shēng; en malayo: Suara Rakyat; en tamil: மக்கள் குரல்), abreviado como PV, es un partido político singapurense de ideología centrista y populista fundado el 31 de octubre de 2018 por Lim Tean, antiguo secretario general del Partido de la Solidaridad Nacional (NSP).

## Historia y desarrollo político
El partido fue fundado cuando Lim Tean, hasta entonces líder del Partido de la Solidaridad Nacional, se separó del mismo, citando diferencias fundamentales en el enfoque de las políticas del partido. La formación se estableció ante el Registro de Sociedades el 31 de octubre de 2018. En marzo de 2019, Leong Sze Hian fue nombrado ministro de Finanzas «en la sombra» de PV, mientras que Kok Ming Cheang sería el ministro de Salud.
De cara a las elecciones generales de 2020, el partido PV presentó diez candidatos, en la circunscripción uninominal de Mountbatten, y en las circunscripciones grupales de Jalan Besar y Pasir Ris - Punggol.  En los comicios, que tuvieron lugar el 10 de julio, PV fracasó en obtener escaños y además su lista grupal en la GRC de Pasir Ris - Punggol obtuvo solo el 12,18%, perdiendo de este modo su depósito electoral de $67,500 al quedarse solo un 0,32% por debajo del voto necesario para conservarlo. Fue una de las dos únicas candidaturas de la jornada en perder su depósito, junto con el candidato independiente Cheang Peng Wah, que representaron además las dos únicas competencias de la jornada entre más de dos candidatos. En términos de voto popular, PV obtuvo el 21,26% de los votos con respecto a circunscripciones disputadas, y un 2,37% del voto popular nacional.